# Asahi自然観
Asahi自然観（アサヒしぜんかん）は、山形県西村山郡朝日町にあるアウトドア施設。

## 概要
磐梯朝日国立公園の朝日連峰の麓にある施設である。キャンプ場やコテージがあり冬季を含め宿泊も可能。冬季はスキー場として営業されている。

## 施設概要
- ホテル自然観
- コテージ村
- キャンプ場
- テニスコート
- グラウンドゴルフ場
- 中央広場
- 芝生広場
- 空気神社
- 展望園地
- スキー場

## Asahi自然観スノーパーク
Asahi自然観スノーパーク（アサヒしぜんかんスノーパーク、Asahi自然観SNOW PARK）は、山形県西村山郡朝日町にあるスキー場。開場期間は、例年12月下旬 - 3月上旬の8:30 - 16:30（天候により変更あり）。ナイターは営業していない。ペアリフト4基を所持。初心者も上級者も楽しめるスノーパラダイスをキャッチコピーとし、自然の地形を生かしたコースが特徴である。スキーの他スノーボードも滑走可能で、ファンタジーゲレンデ内にはハーフパイプ(長さ100ｍ、幅20ｍ、斜度18度)も存在する。

### ゲレンデ
- ユーユーゲレンデ(初級)
  - 駐車場すぐそばにある。
- ファンタジーゲレンデ（初級・中級）
- エアーサイドゲレンデ（初級）
- ハートピアゲレンデ（中級・上級）
- エアートップゲレンデ（上級）

## 所在地
山形県西村山郡朝日町白倉745-1

## 駐車場
あり(全日無料、5ヶ所合計800台)

## アクセス
朝日町にはJR駅がなく、大江町にある左沢線左沢駅が最寄となる。車でのアクセスは国道287号を経由するのが一般的。スキーシーズンのみ朝日町役場から町営バスが運行している。
- 山形自動車道寒河江ICから約30キロメートル。
- 山形市から車で約1時間。
- 山形空港から車で約1時間。